# سولفات آمونیوم آهن (III)
سولفات آمونیوم آهن(III) (به انگلیسی: Ammonium iron(III) sulfate) با فرمول شیمیایی FeNH۴(SO۴)۲ یک ترکیب شیمیایی است. که جرم مولی آن ۴۸۲٫۲۵ g/mol می‌باشد. شکل ظاهری این ترکیب، بلورهای بنفش کمرنگ است.